# Idioma panare
El panare o e'ñepá es un idioma de la familia caribe hablado por el grupo indígena venezolano homónimo en los estados de Amazonas y Bolívar.
La mayoría de sus hablantes se ubican en el municipio Cedeño del Estado Bolívar.

## Descripción lingüística
El idioma es inusual al tener con frecuencia el orden Objeto Verbo Sujeto, además de tener también el orden Sujeto Verbo Objeto. Dentro de las lenguas caribes se considera que ella misma constituye una de las ramas de la familia, razón por la cual los datos de esta lengua son muy importantes para conocer la prehistoria lingüística de la familia, y la lingüística histórica de las lenguas caribes.
Las siguientes dos oraciones ilustran el orden OVS del panare:
(1a) piʔ kokampöʔ unkïʔ
niño lavar mujer
'La mujer lava el niño'
(1b) unkïʔ kokampöʔ piʔ
mujer lavar niño
'El niño lava la mujer'